# Alberth Elis
Alberth Josué Elis Martínez (San Pedro Sula, 12 febbraio 1996) è un calciatore honduregno, attaccante dell'Olimpia e della nazionale honduregna.
Per il suo modo di esultare è soprannominato La Pantera.

## Carriera

### Club
Ha giocato nella massima serie del campionato honduregno e nella CONCACAF Champions League con il CD Olimpia.

### Nazionale
Ha esordito con la Nazionale maggiore nel 2014.
Ha preso parte al Campionato nordamericano di calcio Under-20 2015 e al Campionato mondiale di calcio Under-20 2015.
Ha preso parte inoltre ai Giochi olimpici del 2016 in Brasile, fino al raggiungimento finale per il terzo posto persa per 3-2 contro la Nigeria. Alle Olimpiadi segna due gol, contro Portogallo e Corea del Sud.

## Palmarès

### Club

#### Competizioni nazionali
- U.S. Open Cup: 1

Houston Dynamo: 2018